# Stanko Lorger

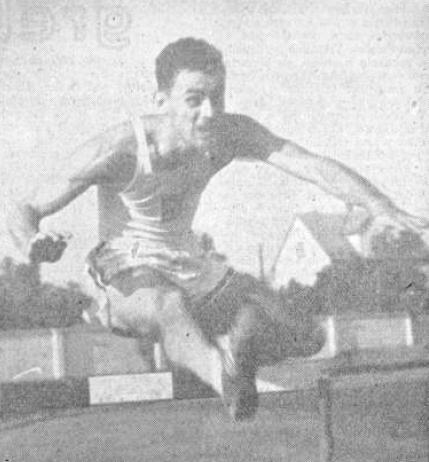
Stanko Lorger im Jahr 1958

Stanko Lorger (* 14. Februar 1931 in Buce, Benedikt, Jugoslawien; † 20. April 2014) war ein jugoslawischer Leichtathlet, der im 110-Meter-Hürdenlauf bei den Leichtathletik-Europameisterschaften 1958 die Silbermedaille errang.

## Karriere
Lorger nahm bereits 1952 an den Olympischen Spielen in Helsinki teil, schied aber als Vierter des zweiten Halbfinales knapp aus, da nur die jeweils ersten drei der Vorentscheidungen in den Endlauf kamen. 1953 gewann Lorger erstmals den Hürdensprint bei den Balkanspielen, bis 1961 gewann er neun Titel in Folge. Bei den Europameisterschaften 1954 in Bern siegte Jewgeni Bulantschik aus der UdSSR in 14,4 Sekunden vor dem Briten Jack Parker in 14,6 Sekunden. Dahinter kamen drei Läufer mit 14,7 Sekunden ins Ziel. Die Bronzemedaille erhielt nach Kampfrichterentscheid der Deutsche Berthold Steines, Stanko Lorger blieb als Vierter ohne Medaille. 
Bei den Olympischen Spielen 1956 in Melbourne siegten drei US-Amerikaner, dahinter belegten der Deutsche Martin Lauer und Stanko Lorger jeweils in 14,5 Sekunden den vierten und fünften Platz. Zwei Jahre später bei den Europameisterschaften 1958 in Stockholm war Martin Lauer in 13,7 Sekunden der überlegene Hürdensprinter, in 14,1 Sekunden gewann Lorger die Silbermedaille. Ebenfalls 1958 steigerte Lorger seine persönliche Bestzeit auf 13,8 Sekunden. Bei den Olympischen Spielen 1960 in Rom erreichte Lorger erneut das Halbfinale und schied dort als Fünfter seines Laufes aus. Zwei Jahre später qualifizierte sich Lorger bei den Europameisterschaften 1962 in Belgrad zum dritten Mal in Folge für das Finale im 110-Meter-Hürdenlauf, in 14,5 Sekunden belegte er den siebten Platz.
Bei einer Körpergröße von 1,80 Meter betrug Lorgers Wettkampfgewicht 68 Kilogramm.